# Kunpeszér
Kunpeszér este un sat în districtul Kunszentmiklós, județul Bács-Kiskun, Ungaria, având o populație de 686 de locuitori (2011). 

## Demografie
Componența etnică a satului Kunpeszér
     Maghiari (97,96%)
     Necunoscut (0,78%)
     Alții (1,25%)
Componența confesională a satului Kunpeszér
     Romano-catolici (61,52%)
     Reformați (10,2%)
     Fără religie (9,48%)
     Luterani (1,02%)
     Necunoscută (16,91%)
     Atei (0,87%)
     Alte religii (2,48%)
Conform recensământului din 2011, satul Kunpeszér avea 686 de locuitori. Din punct de vedere etnic, majoritatea locuitorilor (97,96%) erau maghiari. Apartenența etnică nu este cunoscută în cazul a 0,78% din locuitori.  Din punct de vedere confesional, majoritatea locuitorilor (61,52%) erau romano-catolici, existând și minorități de reformați (10,2%), persoane fără religie (9,48%) și luterani (1,02%). Pentru 16,91% din locuitori nu este cunoscută apartenența confesională.